# Henri Bouvier
Henri Bouvier (* 1903; † im 20. oder 21. Jahrhundert) war ein französischer Schwimmer.

## Karriere
Bouvier nahm 1924 an den Olympischen Spielen in Paris teil. Hier scheiterte er im Wettbewerb über 200 m Brust als Dritter seines Vorlaufs an der Halbfinalqualifikation.
Auf nationaler Ebene gewann er 1923 und 1926 die französische Meisterschaft über 200 m Brust.